# Manoir de Leslac'h
Le manoir de Leslac'h est situé à Plestin-les-Grèves, en France.

## Localisation
Le manoir est situé sur la commune de Plestin-les-Grèves dans le département des Côtes-d'Armor, dans la région Bretagne.

## Description
Le manoir date du début du XVIIe siècle, agrandi au cours de la deuxième moitié du XIXe siècle. Il est de style Renaissance à logis-porte et cour fermée construit en schiste et en granite. Il présente un logis-porte monumental composé d'un corps de bâtiment traversé par un passage couvert couronné d'une galerie et flanqué de deux logis de plan massé couverts chacun d'un toit en pavillon. Il comprend une partie agricole (métairie de la porte) située au devant de la partie droite du logis-porte. Le corps de logis, situé au fond de la cour, à l'angle nord-ouest, est une construction à deux corps en équerre et à trois pièces au rez-de-chaussée reliée au logis-porte, à l'ouest, par un corps de bâtiment de plan rectangulaire allongé (rapporté au XIXe siècle). Une tour circulaire hors-œuvre percée de bouches à feu est située sur l'angle postérieur gauche du corps de logis. De nombreux éléments empruntés au répertoire décoratif de la Renaissance sont localisés sur le logis-porte (portail, lucarnes) et le corps de logis (porte d'entrée, lucarnes).

## Historique
Le manoir est inscrit au titre des monuments historiques par arrêté du 22 décembre 1927.

## Galerie

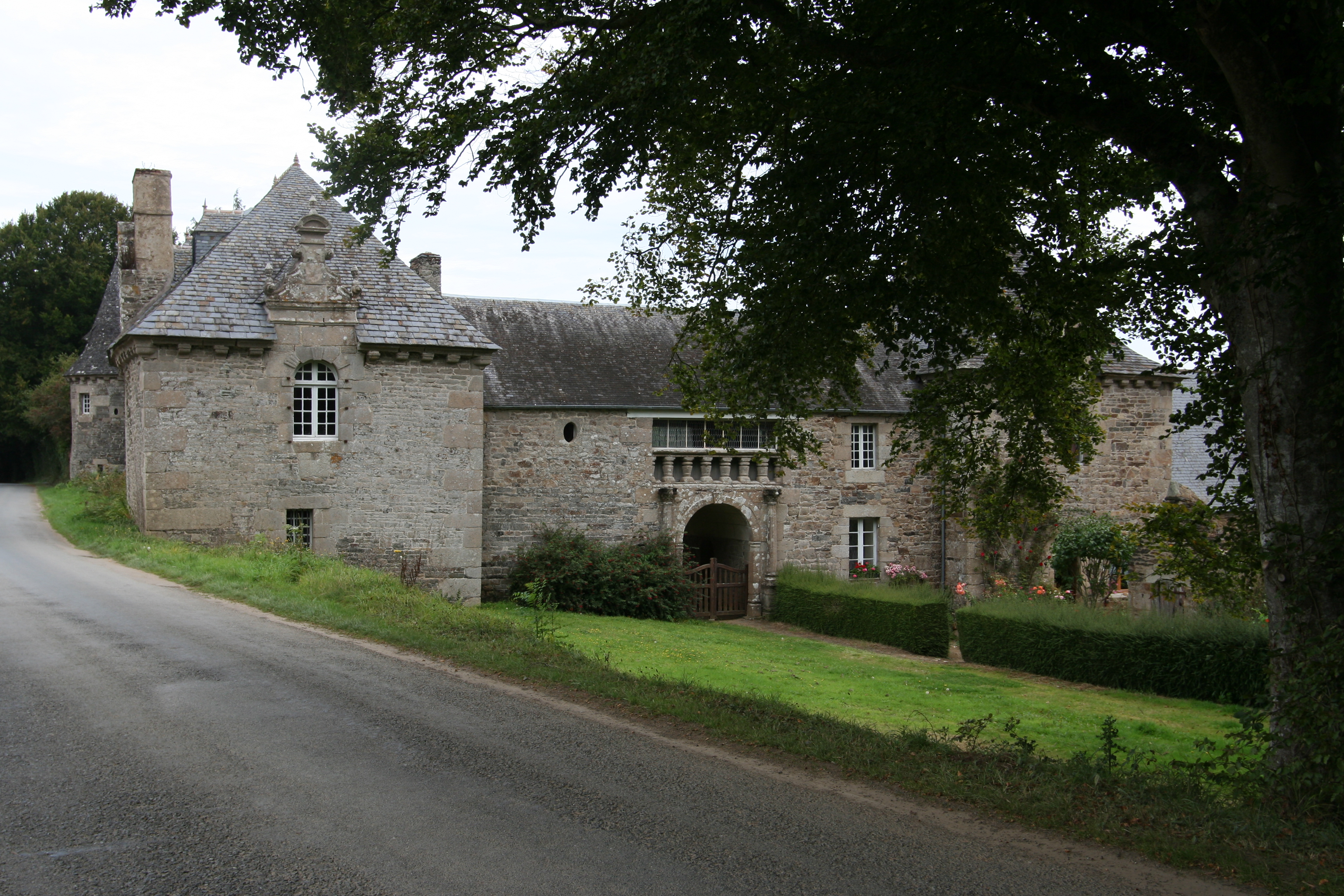
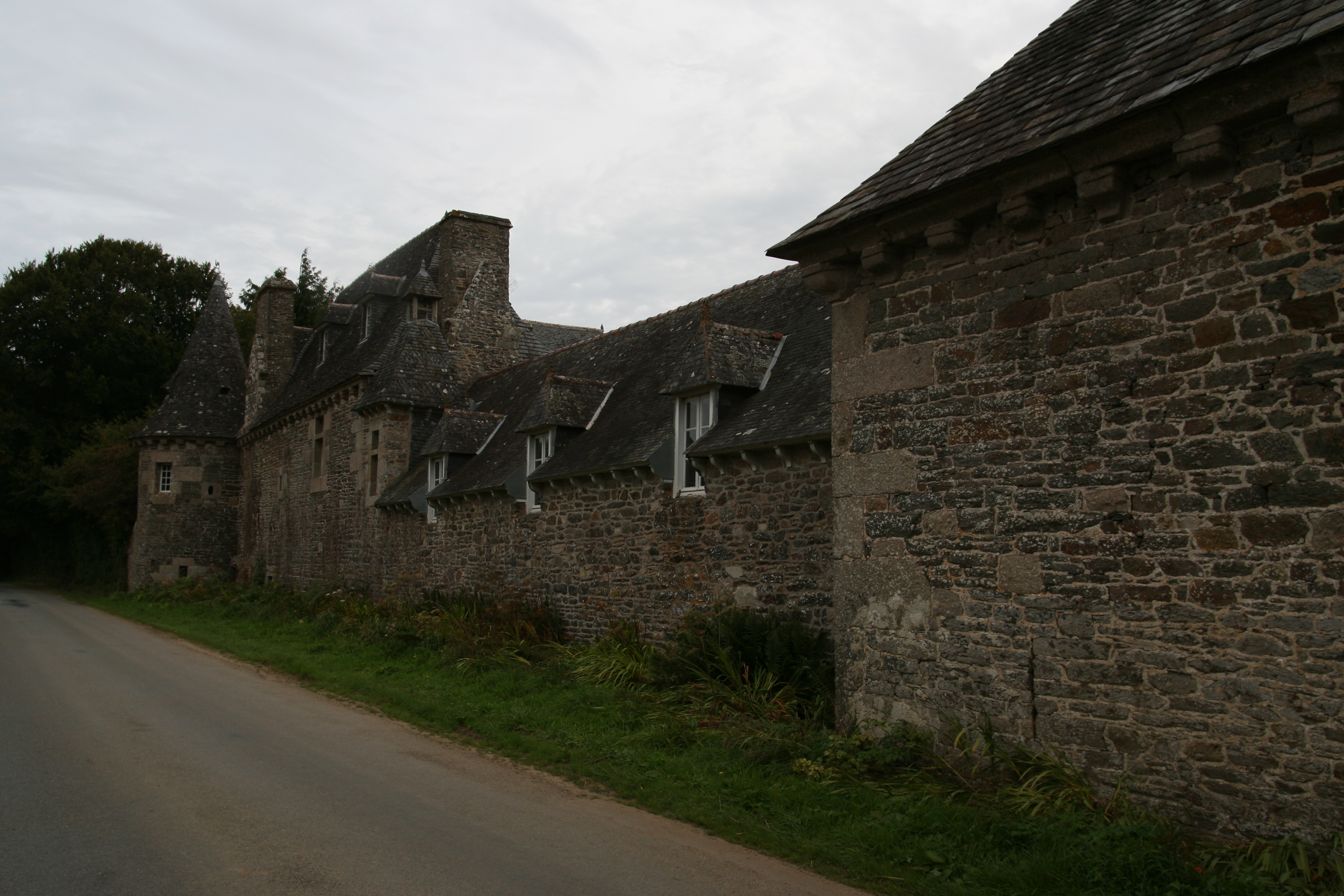
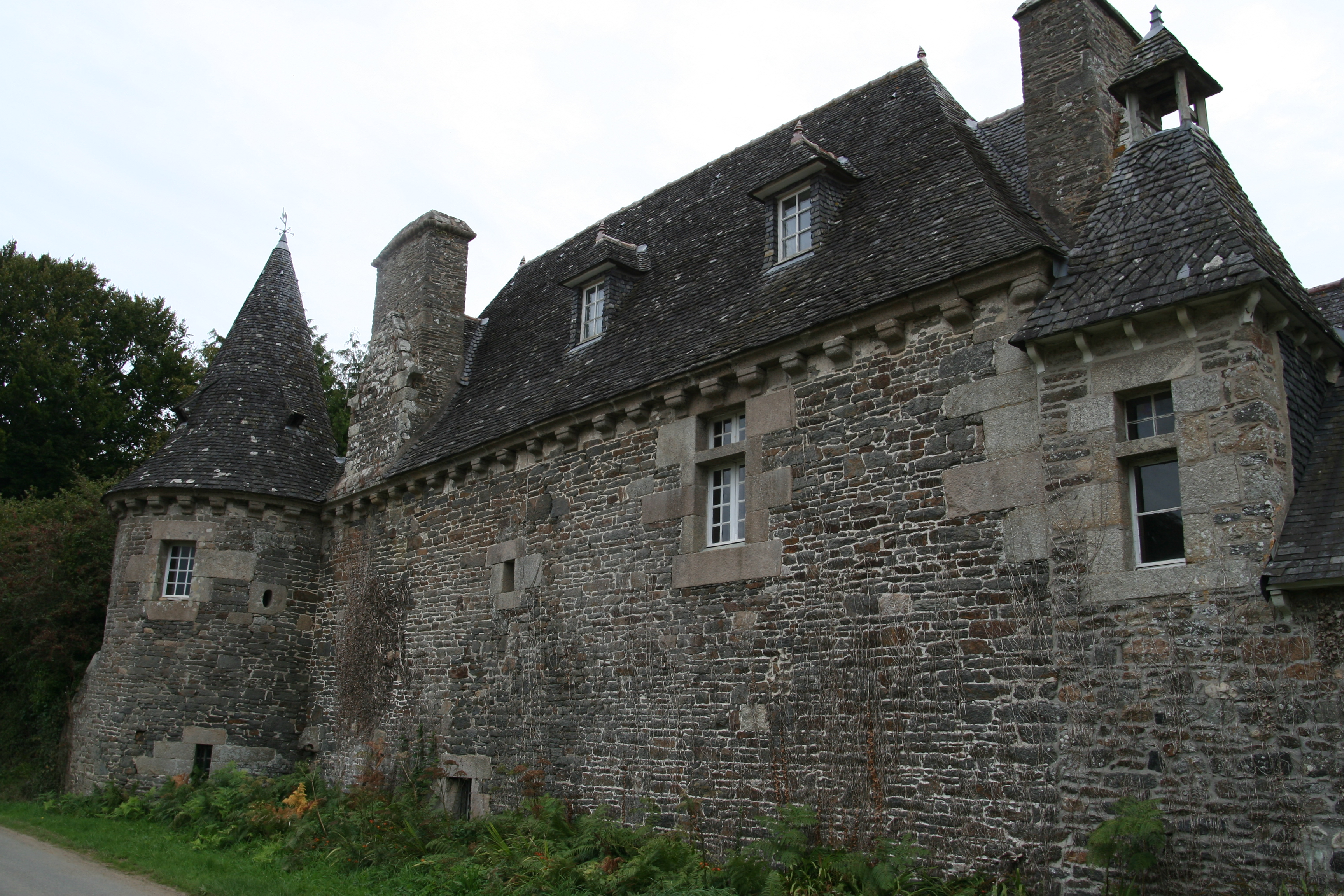
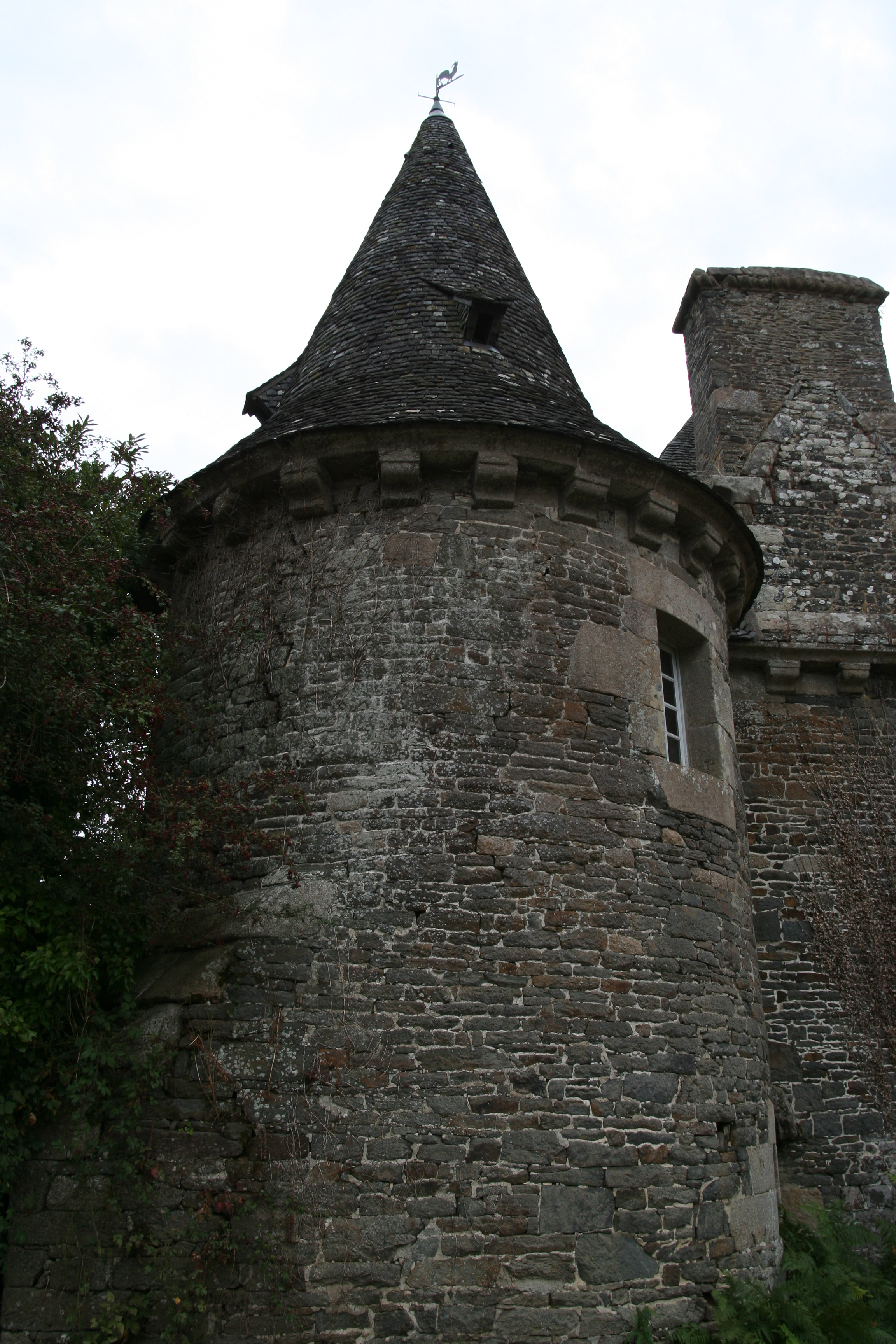
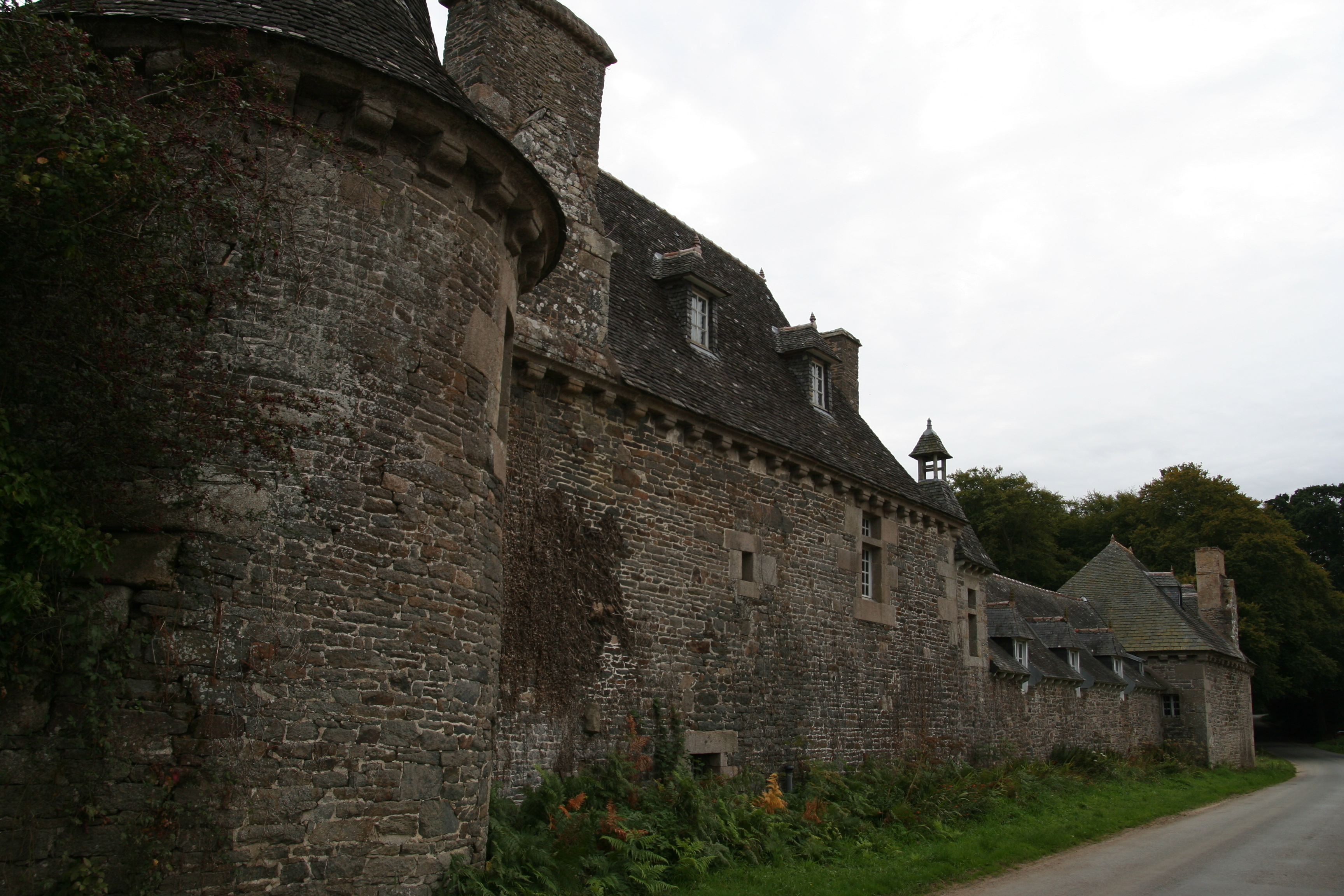
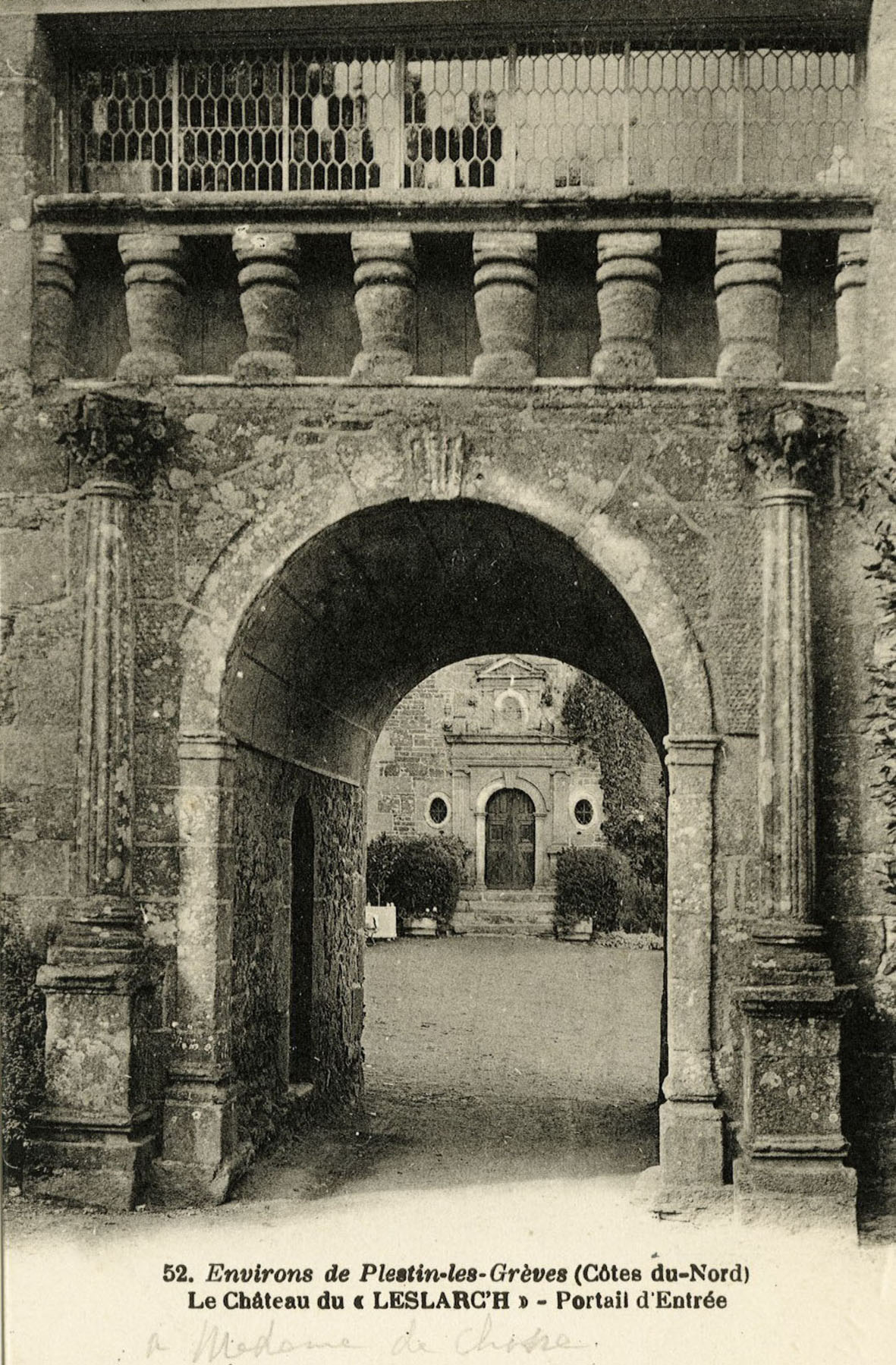